# Roseira
Roseira é um município brasileiro do estado de São Paulo, na microrregião de Guaratinguetá. Sua população estimada em 2024 era de 11.095 habitantes.

## História
Em 1901, é construída a "Igreja de Nossa Senhora da Piedade" no então povoado de Roseira, que na ocasião fazia parte de Guaratinguetá. Em 1910, é construída a "Igreja de Sant'Ana", atualmente igreja matriz da cidade.
Em 17 de dezembro de 1928, Guaratinguetá perde o território de Aparecida, consequentemente Roseira passa a ser território da mesma. Em 1944 Roseira é elevado à distrito e em 1964 emancipa-se, sendo elevado à município.

### Formação territorial-administrativa
Histórico da formação do município:
- Distrito criado no município de Aparecida pelo Decreto-Lei nº 14.334, de 30/11/1944, a partir do desmembramento das terras dos distritos sedes de Aparecida e Pindamonhangaba.
- Município criado pela Lei nº 5.285, de 18/02/1959, mas não instalado.
- Município novamente criado pela Lei nº 8.092, de 28/02/1964.

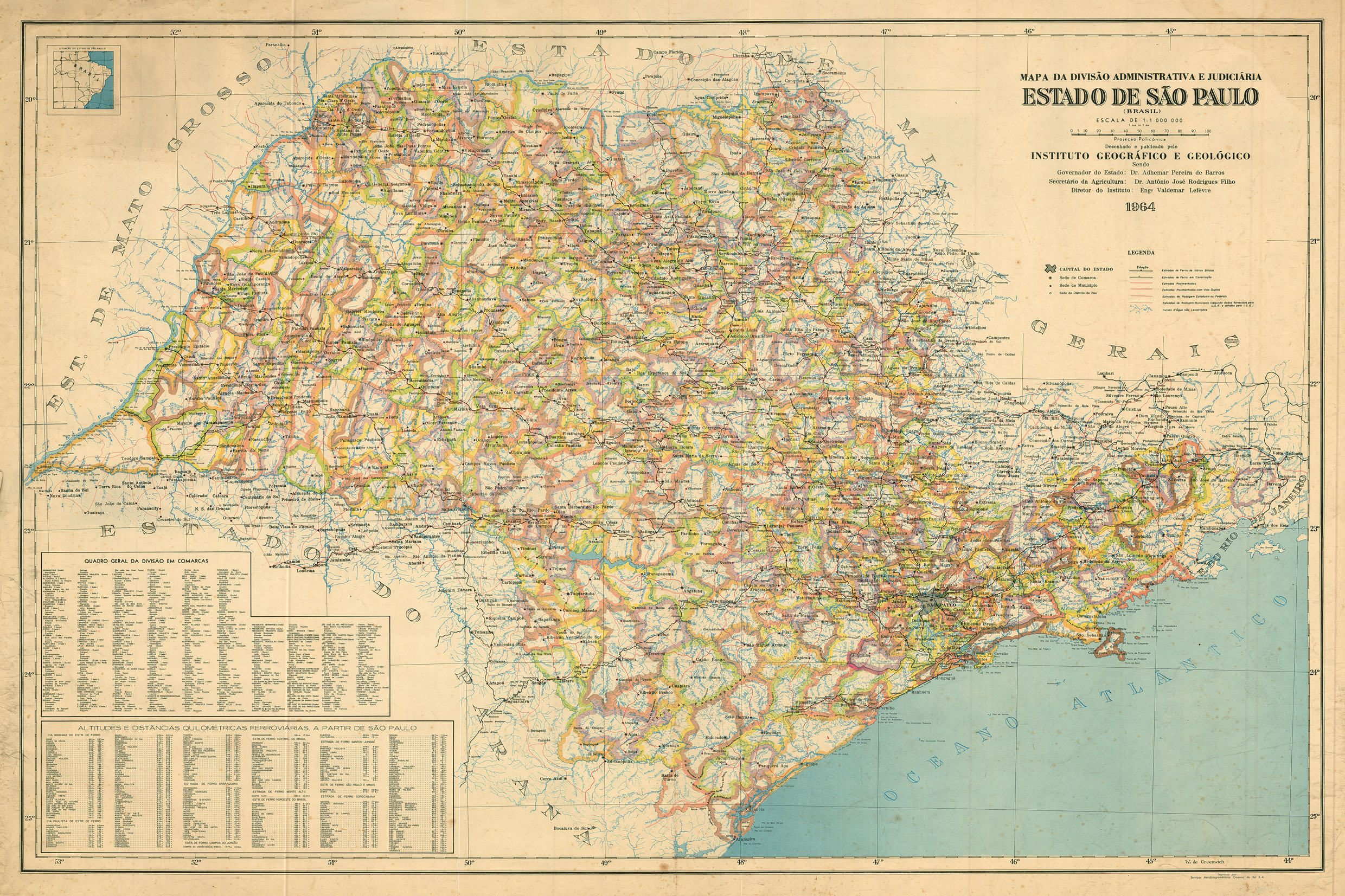
Estado de São Paulo (1964).

## Geografia
Localiza-se a uma latitude 22º53'53" sul e a uma longitude 45º18'19" oeste, estando a uma altitude de 551 metros. Possui uma área de 130 km². A densidade demográfica é de 74,96 hab/km².

### Limites
Os municípios limítrofes são Potim a norte, Aparecida e Guaratinguetá a leste, Lagoinha a sul, Taubaté a sudoeste e Pindamonhangaba a oeste.

### Hidrografia
- Rio Paraíba do Sul
- Rio Parapitingui
- Ribeirão dos Surdos
- Ribeirão dos Pombos
- Ribeirão Roseira
- Ribeirão Roseira Velha
- Ribeirão Veloso
- Ribeirão Boa Vista
- Córrego dos Índios
- Córrego Santa Maria
- Córrego do Mato Dentro
- Córrego do Rosário
- Córrego de Mello
- Córrego Branco
- Córrego Matão
- Córrego do Macuco
- Córrego do Vaticano

Profundidade do lençol freático
Nível estático: 20m
Nível dinâmico: 50m

### Clima
Roseira possui clima temperado e inverno seco.
Temperaturas: máxima (35º) e mínima (9º).
Precipitação: de 1.500mm.

### Rodovias
- BR-116 (Via Dutra)
- SP-62
- Vias de acesso - Rodoviário e Ferroviário
- Distância da Rodovia Tronco (Via Dutra): 500m
- Distância da sede Região (Guaratinguetá): 20 km

Possui 65,5 km de estradas municipais, ligando a sede aos demais bairros, com ramificações para Aparecida, Guaratinguetá e Lagoinha, dos quais 14,5 km são asfaltadas.

### Ferrovias
- Ramal de São Paulo da antiga Estrada de Ferro Central do Brasil [6]

## Demografia

### Dados demográficos
Dados do Censo - 2000
População total: 8.577
- Urbana: 8.013
- Rural: 564
- Homens: 4.366
- Mulheres: 4.211

Densidade demográfica (hab./km²): 65,88
Mortalidade infantil até 1 ano (por mil): 14,38
Expectativa de vida (anos): 72,03
Taxa de fecundidade (filhos por mulher): 2,16
Taxa de alfabetização: 91,64%
Índice de Desenvolvimento Humano (IDH-M): 0,777
- IDH-M Renda: 0,669
- IDH-M Longevidade: 0,784
- IDH-M Educação: 0,877

(Fonte: IPEADATA)

## Política e administração

### Relação de prefeitos
Antônio Giovanelli
Jovem Polydoro
Ivis Ferreira Vieira
Francisco Vieira de Assis Filho
Messias de Paula Santos
Orlando de Rosa de Moura
Marcos de Oliveira Galvão
Jonas Polydoro

### Subdivisões
Urbanos
- Vila Prado

Residenciais
- Nova Era
- Jardim Primavera
- Vila Velha
- Pasin
- Parque das Rosas
- Vila Roma

Suburbanos
- Barretinho
- Roseira Velha
- Pedro Lemes

Rurais
- Veloso
- Pindaitiba
- Rancho Alegre
- Vargem Grande

## Infraestrutura

### Comunicações
O sistema de telefones automáticos foi inaugurado na cidade em 1974 pela Telecomunicações de São Paulo (TELESP), que também implantou o sistema de discagem direta à distância (DDD) em 1982 com o código de área (0122). Anteriormente a cidade era atendida pela Companhia Telefônica Brasileira (CTB).
Na década de 90 o código DDD da cidade foi alterado para (012), para padronização do sistema telefônico com a telefonia celular que estava sendo implantada em todo o estado.

### Transportes
- Pela Rede Ferroviária Federal (Estrada de Ferro Central do Brasil), com estação na cidade de Roseira;
- Pela Rodovia Washington Luiz (antiga Rodovia Rio-São Paulo);
- Pelo Caminho do Imperador (antigo Caminho Real) datando do século XVIII;
- Pela Rodovia Presidente Dutra e por uma nova estrada ligando Roseira ao município de Aparecida.

## Cultura
A telenovela Os Inocentes, exibida em 1974 pela extinta Rede Tupi, foi gravada na cidade e a teve como cenário principal

## Religião

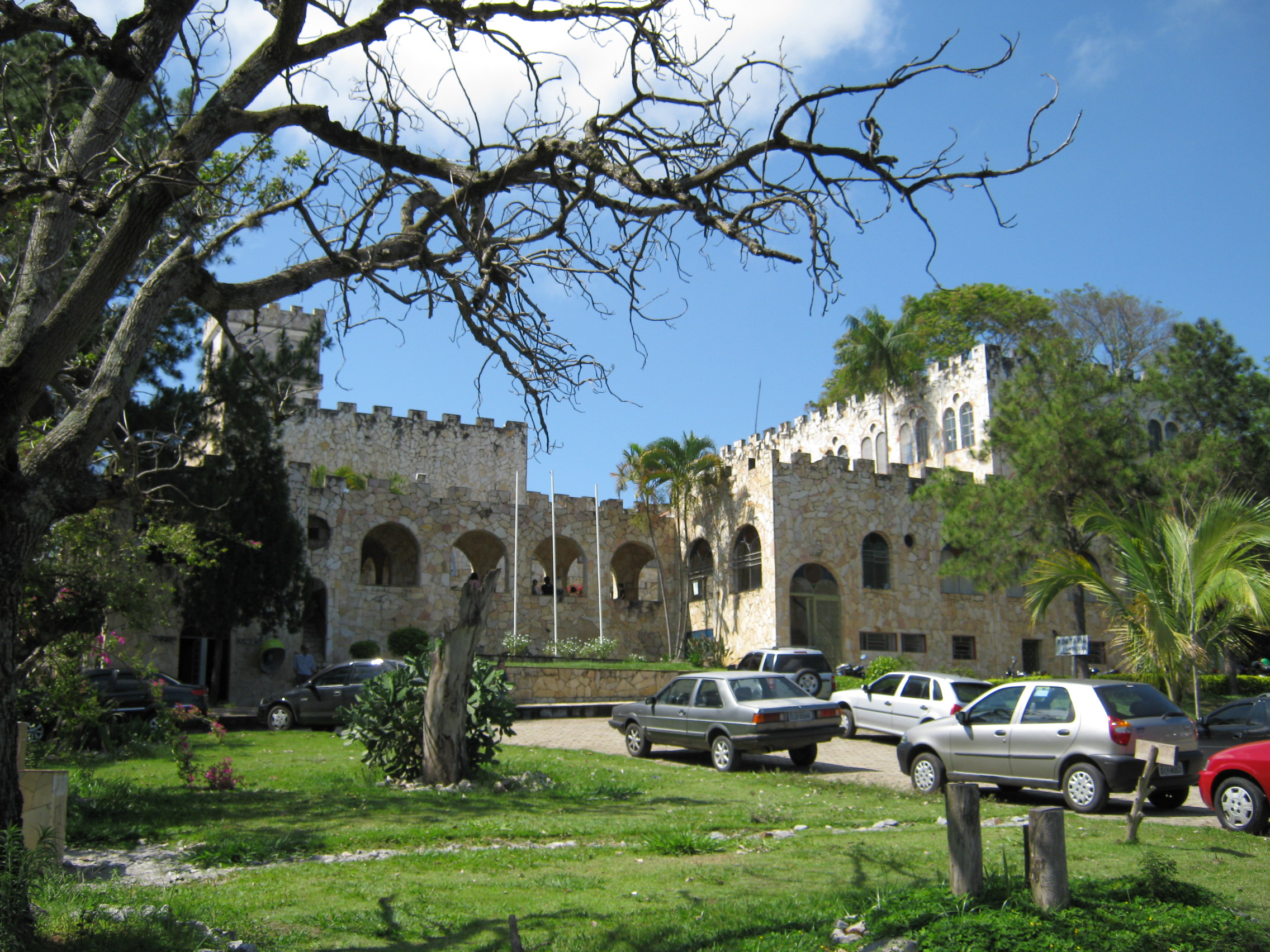
Mosteiro em Roseira.

O Cristianismo se faz presente na cidade da seguinte forma:

### Igreja Católica
- A igreja faz parte da Arquidiocese de Aparecida.[16]

### Igrejas Evangélicas
Entre as igrejas protestantes históricas, pentecostais e neopentecostais, encontram-se na cidade:
- Assembleia de Deus Ministério do Belém.[19][20]
- Congregação Cristã no Brasil.[21]